# Rei Higuchi
Rei Higuchi (en japonés: 樋口黎, Higuchi Rei; Ibaraki, 28 de enero de 1996) es un deportista japonés que compite en lucha libre.
Participó en dos Juegos Olímpicos de Verano, obteniendo dos medallas, plata en Río de Janeiro 2016 y oro en París 2024, en la categoría de 57 kg. Ganó dos medallas en el Campeonato Mundial de Lucha, en los años 2022 y 2023.

## Palmarés internacional
| Juegos Olímpicos   | Juegos Olímpicos        | Juegos Olímpicos | Juegos Olímpicos |
| Año                | Lugar                   | Medalla          | Categoría        |
| ------------------ | ----------------------- | ---------------- | ---------------- |
| 2016               | Río de Janeiro (Brasil) | Medalla de plata | 57 kg            |
| 2024               | París (Francia)         | Medalla de oro   | 57 kg            |
| Campeonato Mundial |                         |                  |                  |
| Año                | Lugar                   | Medalla          | Categoría        |
| 2022               | Belgrado (Serbia)       | Medalla de oro   | 61 kg            |
| 2023               | Belgrado (Serbia)       | Medalla de plata | 57 kg            |